# Sidekick

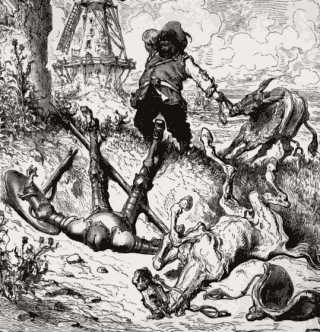
Sancho Panza, sidekick till Don Quijote.

En sidekick (även bollplank, medhjälpare, hjälpreda, assistent eller högra hand) är det engelska ordet för en stereotyp i litterära och filmiska sammanhang, en nära medhjälpare och följeslagare till hjälten. Den ursprungliga betydelsen är "vän" eller "kompanjon".
Sidekickfiguren är vanligast i kriminalhistorier, även om den också finns i äventyrsberättelser, romantiska berättelser, romantisk komedi, komedier och spel. Figurens funktion är att visa vem hjälten är genom kontrastverkan, att fråga de frågor som publiken skulle ställa, och att göra de jobb som hjälten inte passar för. Därför har sidekicken ofta helt andra personlighetsdrag, som till exempel att vara rolig.
Som assistent till en komiker (på film eller scen) kallas en liknande roll ofta för bollplank. Här kontrasterar bollplanket mot komikern genom att ge instick till komikern och reagera (som ett bollplank på en boll) på komiken. En sådan roll hade Tage Danielsson till Hasse Alfredson, liksom Henrik Schyffert till Robert Gustafsson. En sådan sammansvetsad duo kan fungera som radarpar.